# Barrier (Kentucky)
Barrier es una comunidad no incorporada en el condado de Wayne, en el estado estadounidense de Kentucky. La comunidad está ubicada en la Ruta 92 de Kentucky.

## Historia
Se estableció una oficina de correos en Barrier en 1902 y permaneció en funcionamiento hasta 1974. La comunidad deriva su nombre de Richard Barrier, uno de los primeros colonos.

## Personas notables
- Hal Rogers, congresista estadounidense.[5]